# Kintomo Mushanokōji
Kintomo Mushanokōji (武者小路 公共?, Mushanokōji Kintomo; Tokyo, 29 agosto 1882 – 21 aprile 1962) è stato un diplomatico e politico giapponese, ministro degli esteri prima e durante la seconda guerra mondiale.

## Biografia

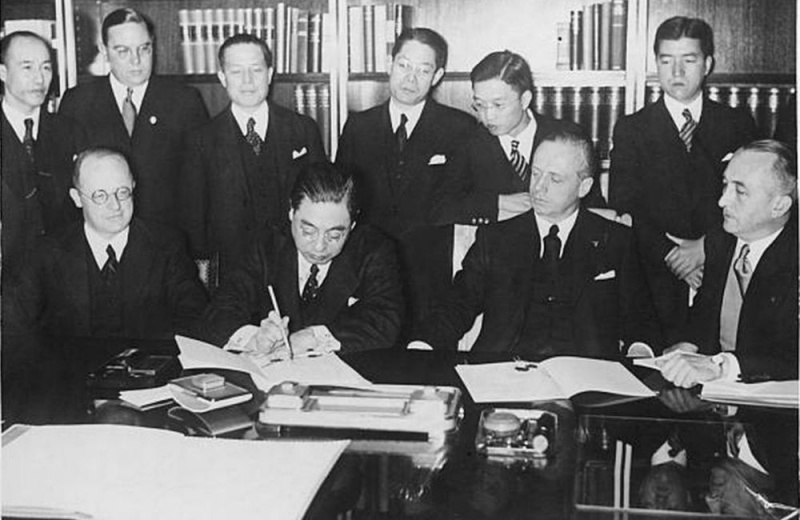
Kintomo Mushanokōji che firma il Patto anticomintern con Joachim von Ribbentrop.

Kintomo Mushanokōji era il terzo figlio della decima generazione della famiglia aristocratica Mushanokōji e nacque a Kōjimachi, Chiyoda, in Giappone. Si laureò presso la facoltà di giurisprudenza dell'Università imperiale di Tokyo. Suo fratello minore era lo scrittore Saneatsu Mushanokōji e suo figlio Kinhide Mushanokōji.
Nel 1930 prese parte alla delegazione giapponese presso l'undicesima sessione ordinaria dell'assemblea della Società delle Nazioni, e la delegazione alla sessione speciale dell'assemblea convocata in virtù dell'articolo 15 dell'alleanza su richiesta del governo della Repubblica di Cina. Dal 1929 al 1933 fu ambasciatore giapponese in Svezia e ambasciatore non residente in Finlandia e, in tale veste, firmò a nome del governo giapponese la convenzione su alcune questioni relative al conflitto di leggi sulla nazionalità, il 12 aprile 1930. Servì come ambasciatore giapponese in Germania dal 1934 al 1937, e in tale veste firmò il Patto anticomintern come rappresentante del Giappone. Visconte, nel 1933 ricevette la Gran Croce dell'Ordine Reale della Stella Polare dalla Svezia.
Dopo la seconda guerra mondiale, fu espulso dalle cariche pubbliche dalle autorità di occupazione. Dal 1952 al 1955, fu presidente della Società giapponese-tedesca.